# Nathalie Léger

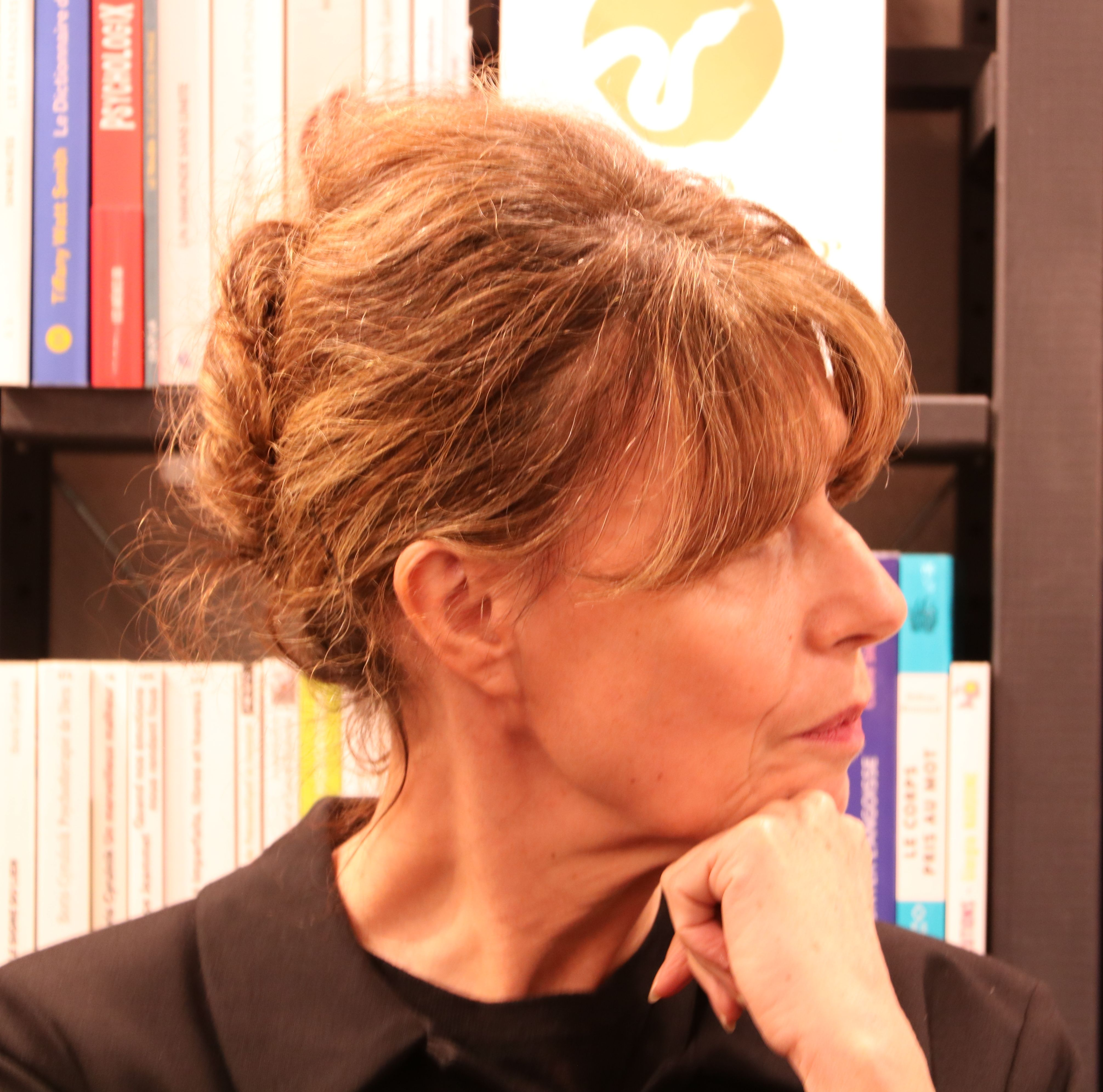
Nathalie Léger, 2020

Nathalie Léger (geboren am 20. September 1960 in Paris, Frankreich) ist eine französische Schriftstellerin, Kuratorin und Direktorin des Institut mémoires de l’édition contemporaine (IMEC).

## Karriere
Nathalie Léger war Kuratorin mehrerer Ausstellungen in Frankreich, die sich mit den Werken bedeutender Intellektueller und Schriftsteller befassten, darunter Antoine Vitez (Le Jeu et la Raison, 1994), Roland Barthes (2002) und Samuel Beckett (2007), letztere beide am Centre Georges-Pompidou. Als Herausgeberin leitete Léger die fünfbändige Ausgabe der Écrits sur le théâtre von Antoine Vitez (Éditions P.O.L [fr] 1994–98) und kommentierte die letzten beiden Kurse von Roland Barthes am Collège de France (La Préparation du roman, Seuil-IMEC, 2002).

## Werk
Légers erstes Buch Les Vies silencieuses de Samuel Beckett entstand parallel zu ihrer Arbeit an der Ausstellung zum Werk des irischen Schriftstellers. Sie entwickelte hier erstmals ihre autofiktionale Vorgehensweise, die Elemente des Werkes und der Biografie ihrer Protagonisten mit ihrem eigenen Leben verknüpft. In ihrer zwischen 2008 und 2018 veröffentlichten Trilogie ist etwa die Ehe von Légers Eltern und das Leben ihrer Mutter ein wiederkehrendes Element. Jeder der drei Bände befasst sich thematisch mit dem Leben einer Frau, die für ihr künstlerisches Schaffen zu Lebzeiten wenig gewürdigt wurde. L’Exposition (2008) behandelt die Gräfin von Castiglione, eine Mätresse Napoleons III. und ein für ihre aufwändig inszenierten Porträts bekanntes Fotomodell. Darauf folgte 2012 Supplément à la vie de Barbara Loden, das der amerikanischen Schauspielerin und Regisseurin des Kultfilms Wanda, Barbara Loden, gewidmet ist. Das Buch entstand aus dem Auftrag Lègers für eine Filmenzyklopädie eine Kurzbiografie zu Loden zu verfassen. Das anschließende Ausufern von Lègers Text aufgrund ihrer wachsenden Faszination und die Schwierigkeiten des Schreibens einer Biografie werden im Essay selbst thematisiert. Das Buch wurde mit diversen Preisen ausgezeichnet und ist seit seinem Erscheinen ein großer Kritikerfolg, auch in seiner 2015 erschienenen englischen Übersetzung Suite for Barbara Loden. Harper’s Magazine schrieb über Suite for Barbara Loden: “The result gracefully melds criticism, fiction, and autobiography, and is a powerful example of how summary, channeled through the most personal of perspectives, can be a form of art.” Im abschließenden Werk der Trilogie La Robe Blanche (2018) behandelt Léger das Leben und den Tod der italienischen feministischen Künstlerin Pippa Bacca. Nach dem internationalen Erfolg von Suite for Barbara Loden wurden auch L’Exposition (als Exposition, 2019) und La Robe Blanche (als The White Dress, 2020) ins Englische übersetzt.

## Bibliografie
- Les Vies silencieuses de Samuel Beckett (2006, Allia).
- L'Exposition (2008, Éditions P.O.L). Exposition, übersetzt von Amanda de Marco (2019).
- Supplément à la vie de Barbara Loden (2012, Éditions P.O.L). Suite for Barbara Loden, übersetzt von Natasha Lehrer and Cécile Menon (2015).
- La Robe blanche (2018, Éditions P.O.L). The White Dress, übersetzt von Natasha Lehrer (2020).
- Suivant l'azur (2020, Éditions P.O.L).

## Preise und Ehrungen
- 2009: Prix Lavinal Printemps des lecteurs für L’Exposition
- 2012: Prix du Livre Inter für Supplément à la vie de Barbara Loden